# Richard Edlund
Richard Edlund, ASC (nascut el 6 de desembre de 1940) és un artista i inventor d'efectes visuals estatunidenc. Va ser membre fundador d'Industrial Light & Magic, després d'haver fundat els amplificadors Pignose, i més tard va cofundar Boss Film Studios i DuMonde VFX. Ha guanyat quatre Premis Oscar pel Millors efectes visuals (1978, Star Wars; 1982, A la recerca de l'arca perduda), així com dos Premis especials d'assoliments, dos premis científics i tècnics i la Medal of Commendation. També és un Premis BAFTA i Premi Emmy.

## Vida i carrera
Edlund va néixer a Fargo (Dakota del Nord) i es va criar a Fergus Falls, Minnesota. Després d'unir-se per primera vegada a la Armada dels Estats Units, va desenvolupar un interès per la pel·lícula experimental i va assistir a l'USC School of Cinematic Arts a finals dels anys 60. A partir d'un parell de curtmetratges, John Dykstra el va triar per treballar com a primer càmera a l'embrionària Industrial Light & Magic en la producció de  Star Wars pel qual va compartir un premi Oscar.
Edlund va continuar treballant amb Dykstra a Battlestar Galactica però va ser convidat de nou per George Lucas per treballar a L'Imperi contraataca. El repte tècnic considerable d'Edlund en aquesta pel·lícula va ser compositant òpticament miniatures sobre un fons blanc donant lloc a un segon premi Oscar. Edlund també va fer un treball distingit per a Lucas i ILM a A la recerca de l'arca perduda i Poltergeist.
El 1983, després de la finalització de El retorn del Jedi, Edlund va crear la seva pròpia companyia d'efectes, Boss Films, els crèdits de la qual inclouen Els caçafantasmes' , Big Trouble in Little China, Die Hard, La caça de l'Octubre Roig, Màxim risc, Esclat i Air Force One. Boss Film Studios va ser una de les primeres cases d'efectes tradicionals que va passar amb èxit dels efectes visuals del "món tangible" a les imatges generades per ordinador, amb molts artistes CGI notables que van començar la seva carrera a Boss.
A part del treball cinematogràfic, Edlund també va desenvolupar i va fabricar l'amplificador de guitarra d'estil portàtil Pignose (codissenyat per Wayne Kimball). És governador de l'Acadèmia de les Arts i les Ciències Cinematogràfiques, fundador de la branca d'efectes visuals de l'Acadèmia i president del Comitè Executiu de la Branca, també president de la Ciència de l'Acadèmia. i Consell de Tecnologia. També és membre de la junta de la Visual Effects Society i de la junta directiva de la American Society of Cinematographers.
Edlund estava casat amb Rita Kogan, l'única filla de l'empresari Michael Kogan, abans de la seva mort el 2019.

## Filmografia

### Pel·lícules
| Any  | Títol                          | Contribució                                   | Director                     | Notes                                                                                 |
| ---- | ------------------------------ | --------------------------------------------- | ---------------------------- | ------------------------------------------------------------------------------------- |
| 1964 | The Creeping Terror            | Dissenyador dels títols d'apertura i clausura | Vic Savage                   | Sense acreditar                                                                       |
| 1977 | Star Wars                      | Director de fotografia: Unitat VFX            | George Lucas                 | Oscar als millors efectes visuals                                                     |
| 1979 | La síndrome de la Xina         | Supervisor VFX                                | James Bridges                |                                                                                       |
| 1980 | L'Imperi contraataca           | Supervisor VFX                                | Irvin Kershner               | Oscar als millors efectes visuals                                                     |
| 1981 | A la recerca de l'arca perduda | Supervisor VFX                                | Steven Spielberg             | Oscar als millors efectes visuals                                                     |
| 1982 | Poltergeist                    | Supervisor VFX                                | Tobe Hooper                  | BAFTA als millors efectes visuals Nominat- Oscar als millors efectes visuals          |
| 1983 | El retorn del Jedi             | Supervisor VFX                                | Richard Marquand             | BAFTA als millors efectes visuals                                                     |
| 1984 | Els caçafantasmes              | Supervisor VFX                                | Ivan Reitman                 | Nominat- Oscar als millors efectes visuals Nominat- BAFTA als millors efectes visuals |
| 1984 | 2019                           | Supervisor VFX                                | Peter Hyams                  | Nominat- Oscar als millors efectes visuals                                            |
| 1985 | Nit de por                     | Productor VFX                                 | Tom Holland (director)       |                                                                                       |
| 1986 | Poltergeist II                 | Supervisor VFX                                | Brian Gibson                 | Nominat- Oscar als millors efectes visuals                                            |
| 1986 | Legal Eagles                   | Supervisor VFX                                | Ivan Reitman                 |                                                                                       |
| 1986 | Big Trouble in Little China    | Productor VFX                                 | John Carpenter               |                                                                                       |
| 1986 | Nens solars                    | Productor VFX                                 | Alan Johnson                 |                                                                                       |
| 1986 | Més enllà de la realitat       | Supervisor VFX                                | Nick Castle                  |                                                                                       |
| 1987 | Masters of the Universe        | Supervisor VFX                                | Gary Goddard                 |                                                                                       |
| 1987 | La brigada antimonstres        | Supervisor VFX                                | Fred Dekker                  |                                                                                       |
| 1987 | Date with an Angel             | Productor VFX                                 | Tom McLoughlin               |                                                                                       |
| 1987 | Leonard Part 6                 | Productor VFX                                 | Paul Weiland                 |                                                                                       |
| 1988 | Die Hard                       | Productor VFX                                 | John McTiernan               | Nominat- Oscar als millors efectes visuals                                            |
| 1988 | Big Top Pee-wee                | Productor VFX                                 | Randal Kleiser               |                                                                                       |
| 1988 | Vibes                          | Productor VFX                                 | Ken Kwapis                   |                                                                                       |
| 1989 | Farewell to the King           | Director de fotografia: Unitat VFX            | John Milius                  |                                                                                       |
| 1990 | Ghost                          | Supervisor VFX                                | Jerry Zucker                 |                                                                                       |
| 1990 | Solar Crisis                   | Productor                                     | Richard C. Sarafian          |                                                                                       |
| 1992 | Alien 3                        | Productor VFX                                 | David Fincher                | Nominat- Oscar als millors efectes visuals Nominat- BAFTA als millors efectes visuals |
| 1995 | Species                        | Supervisor VFX                                | Roger Donaldson              | Premi als millors efectes especials (Festival de Sitges)                              |
| 1996 | Multiplicity                   | Supervisor VFX                                | Harold Ramis                 |                                                                                       |
| 1997 | Turbulence                     | Supervisor VFX                                | Robert Butler                |                                                                                       |
| 1997 | Air Force One                  | Supervisor VFX                                | Wolfgang Petersen            |                                                                                       |
| 1998 | Desperate Measures             | Supervisor VFX                                | Barbet Schroeder             |                                                                                       |
| 2000 | Bedazzled                      | Supervisor VFX/2nd unit director              | Harold Ramis                 |                                                                                       |
| 2004 | The Stepford Wives             | Consultor VFX                                 | Frank Oz                     |                                                                                       |
| 2007 | Anamorph                       | Supervisor VFX                                | Henry S. Miller              |                                                                                       |
| 2007 | Charlie Wilson's War           | Supervisor VFX                                | Mike Nichols                 |                                                                                       |
| 2012 | 21 Jump Street                 | Supervisor VFX                                | Phil Lord Christopher Miller |                                                                                       |
| 2012 | Bullet to the Head             | Supervisor VFX                                | Walter Hill                  |                                                                                       |
| 2015 | Barely Lethal                  | Supervisor VFX                                | Kyle Newman                  |                                                                                       |

### Televisió
| Any     | Títol                       | Contribució                        | Notes |
| ------- | --------------------------- | ---------------------------------- | --- |
| 1967    | Star Trek                   | Disseny de 'The Companion'         | Episodi: "Metamorphosis" |
| 1978    | Battlestar Galactica        | Director de fotografia: Unitat VFX | Episodis: "Saga of a Star World Parts 1, 2, 3" Premi Primetime Emmy a l'assoliment individual més destacat: manualitats tècniques creatives |
| 1988    | The Magical World of Disney | Productor VFX                      | Episodi: "Earth Star Voyager: Part 1" |
| 1989-95 | Tales from the Crypt        | Productor                          | 5 episodis: - "The Man Who Was Death" - "What's Cookin'" - "The Pit" - "The Assassin" - "You Murderer"                                      |
| 2003    | Angels in America           | Supervisor VFX                     | Minisèrie; 4 episodes Nominat- Primetime Emmy Award per a millors efectes visuals especials per a una minisèrie, pel·lícula o un especial   |

## Premis i honors
| Institució                           | Categoria                                                                         | Any  | Treball                                       | Resultat  |
| ------------------------------------ | --------------------------------------------------------------------------------- | ---- | --------------------------------------------- | --------- |
| Premis Oscar                         | Millors efectes visuals                                                           | 1978 | Star Wars                                     | Guanyador |
| Premis Oscar                         | Premi a Assoliments Especials                                                     | 1981 | L'Imperi contraataca                          | Guanyador |
| Premis Oscar                         | Premi científic i tècnic                                                          | 1982 | L'Imperi contraataca                          | Guanyador |
| Premis Oscar                         | Millors efectes visuals                                                           | 1982 | A la recerca de l'arca perduda                | Guanyador |
| Premis Oscar                         | Millors efectes visuals                                                           | 1983 | Poltergeist                                   | Nominat   |
| Premis Oscar                         | Premi assoliment especial                                                         | 1984 | El retorn del Jedi                            | Guanyador |
| Premis Oscar                         | Millors efectes visuals                                                           | 1985 | Els caçafantasmes                             | Nominat   |
| Premis Oscar                         | Millors efectes visuals                                                           | 1985 | 2010                                          | Nominat   |
| Premis Oscar                         | Millors efectes visuals                                                           | 1987 | Poltergeist II                                | Nominat   |
| Premis Oscar                         | Premi científic i tècnic                                                          | 1987 | Poltergeist II                                | Guanyador |
| Premis Oscar                         | Millors efectes visuals                                                           | 1989 | Die Hard                                      | Nominat   |
| Premis Oscar                         | Millors efectes visuals                                                           | 1993 | Alien 3                                       | Nominat   |
| Premis Oscar                         | Medal of Commendation                                                             | 2007 | N/D                                           | Guanyador |
| American Society of Cinematographers | Medalla del President                                                             | 2008 | N/D                                           | Guanyador |
| Premis BAFTA                         | Millor efectes visuals especials                                                  | 1983 | Poltergeist                                   | Guanyador |
| Premis BAFTA                         | Millor efectes visuals especials                                                  | 1984 | El retorn del Jedi                            | Guanyador |
| Premis BAFTA                         | Millor efectes visuals especials                                                  | 1985 | Els caçafantasmes                             | Nominat   |
| Premis BAFTA                         | Millor efectes visuals especials                                                  | 1993 | Alien 3                                       | Nominat   |
| Premis Primetime Emmy                | Assoliment individual destacat: manualitats tècniques creatives                   | 1979 | Battlestar Galactica ("Saga of a Star World") | Guanyador |
| Premis Primetime Emmy                | Efectes visuals especials destacats per a una minisèrie, pel·lícula o un especial | 2004 | Angels in America                             | Nominat   |
| Premis Saturnd                       | Millors efectes especials                                                         | 1981 | L'Imperi contraataca                          | Guanyador |
| Premis Saturnd                       | Millors efectes especials                                                         | 1982 | A la recerca de l'arca perduda                | Guanyador |
| Premis Saturnd                       | Millors efectes especials                                                         | 1984 | El retorn del Jedi                            | Guanyador |
| Premis Saturnd                       | Millors efectes especials                                                         | 1985 | 2010                                          | Nominat   |
| Premis Saturnd                       | Millors efectes especials                                                         | 1986 | Nit de por                                    | Nominat   |
| Premis Saturnd                       | Millors efectes especials                                                         | 1987 | Poltergeist II                                | Nominat   |
| Premis Saturnd                       | Millors efectes especials                                                         | 1988 | Masters of the Universe                       | Nominat   |
| Premis Saturnd                       | Millors efectes especials                                                         | 1991 | Ghost                                         | Nominat   |
| Premis Saturnd                       | Millors efectes especials                                                         | 1993 | Alien 3                                       | Nominat   |
| Premis Saturnd                       | Millors efectes especials                                                         | 1994 | Solar Crisis                                  | Nominat   |
| Premis Saturnd                       | Millors efectes especials                                                         | 1996 | Species                                       | Nominat   |
| Festival de Sitges                   | Millor efectes especials                                                          | 1995 | Species                                       | Guanyador |
| Visual Effects Society               | VES Fellowship                                                                    | 2012 | N/D                                           | Guanyador |
| Visual Effects Society               | Premi a la carrera                                                                | 2013 | N/D                                           | Guanyador |